# Modena Football Club 1963-1964
Questa voce raccoglie le informazioni riguardanti il Modena Football Club nelle competizioni ufficiali della stagione 1963-1964.

## Stagione
Il raggiungimento della salvezza nel campionato passato significò la riconferma di Frossi. L'ex-campione olimpico non durò tuttavia a lungo: il deludente girone di andata fece saltare, a febbraio, la sua panchina. Guidato dal vice Genta nei mesi successivi, il Modena termina il campionato in quindicesima posizione a pari merito con la Sampdoria contro cui deve giocarsi la permanenza: la vittoria dei liguri per due a zero determina la retrocessione dopo appena due stagioni in massima serie.

## Rosa
| N. |                   | Ruolo | Calciatore         |
| -- | ----------------- | ----- | ------------------ |
|    | Italia (bandiera) | P     | Giuseppe Gaspari   |
|    | Italia (bandiera) | P     | Giovanni Ferretti  |
|    | Italia (bandiera) | D     | Giuseppe Longoni   |
|    | Italia (bandiera) | D     | Costanzo Balleri   |
|    | Italia (bandiera) | D     | Francesco Aguzzoli |
|    | Italia (bandiera) | D     | Giuseppe Barucco   |
|    | Italia (bandiera) | D     | Dino Panzanato     |
|    | Italia (bandiera) | D     | Giordano Cattani   |
|    | Italia (bandiera) | C     | Giordano Bellei    |
|    | Italia (bandiera) | C     | Gianni Goldoni     |
|    | Italia (bandiera) | C     | Michele Chirico    |

| N. |                      | Ruolo | Calciatore        |
| -- | -------------------- | ----- | ----------------- |
|    | Italia (bandiera)    | C     | Angelo Ottani     |
|    | Italia (bandiera)    | C     | Lamberto Giorgis  |
|    | Italia (bandiera)    | A     | Sergio Brighenti  |
|    | Italia (bandiera)    | A     | Oliviero Conti    |
|    | Argentina (bandiera) | A     | Rubén Merighi     |
|    | Italia (bandiera)    | A     | Giorgio Tinazzi   |
|    | Germania (bandiera)  | A     | Albert Brülls     |
|    | Italia (bandiera)    | A     | Luigi De Robertis |
|    | Italia (bandiera)    | A     | Giuseppe Gallo    |
|    | Italia (bandiera)    | A     | Enrico Pagliari   |
|    | Cile (bandiera)      | A     | Jorge Toro        |

## Risultati

### Serie A

#### Girone di andata
| Arbitro: | D'Agostini (Roma) |

|                     |           |           |
| Di Giacomo 15’, 69’ | Marcatori | 23’ Conti |

| Arbitro: | Francescon (Padova) |

|             |           |  |
| Merighi 28’ | Marcatori |  |

| Arbitro: | Jonni (Macerata) |

|                             |           |  |
| Simoni 25’, 78’ Jonsson 44’ | Marcatori |  |

| Bari 29 settembre 1963, ore 15:30 UTC+1 4ª giornata | Bari           | 0 – 0 | Modena | Stadio San Nicola\| Arbitro: \| Monti (Ancona) \| |
| Arbitro:                                            | Monti (Ancona) |       |        |                                                   |

| Arbitro: | Campanati (Milano) |

|          |           |                                    |
| Toro 65’ | Marcatori | 10’, 43’, 51’ Nielsen 71’ Pascutti |

| Arbitro: | Lo Bello (Siracusa) |

|                    |           |                    |
| Locatelli 21’, 23’ | Marcatori | 36’, 82’ Brighenti |

| Arbitro: | Angonese (Mestre) |

|                           |           |           |
| Merighi 10’ Brighenti 42’ | Marcatori | 88’ Pagni |

| Arbitro: | De Marchi (Pordenone) |

|                              |           |  |
| Altafini 36’, 59’ Rivera 84’ | Marcatori |  |

| Arbitro: | Di Tonno (Lecce) |

|                        |           |                         |
| Giorgis 9’ Tinazzi 32’ | Marcatori | 20’, 53’ (rig.) Vinicio |

| Modena 17 novembre 1963, ore 15:30 UTC+1 10ª giornata | Modena          | 0 – 0 | Catania | Stadio Braglia\| Arbitro: \| Genel (Trieste) \| |
| Arbitro:                                              | Genel (Trieste) |       |         |                                                 |

| Arbitro: | Di Tonno (Lecce) |

|                 |           |             |
| Magistrelli 34’ | Marcatori | 27’ Tinazzi |

| Arbitro: | Sebastio (Taranto) |

|                                    |           |  |
| Brighenti 8’ Conti 70’ Bruells 76’ | Marcatori |  |

| Arbitro: | Gambarotta (Genova) |

|                        |           |  |
| Schutz 27’ Sormani 62’ | Marcatori |  |

| Arbitro: | Roversi (Bologna) |

|                                             |           |                                     |
| Toro 5’ Conti 12’ Brighenti 18’ Longoni 89’ | Marcatori | 26’ Massei 45’ Cervato 67’ Olivieri |

| Torino 29 dicembre 1963, ore 14:30 UTC+1 15ª giornata | Torino           | 0 – 0 | Modena | Stadio Comunale\| Arbitro: \| Ferrari (Milano) \| |
| Arbitro:                                              | Ferrari (Milano) |       |        |                                                   |

| Arbitro: | Lo Bello (Siracusa) |

|  |           |           |
|  | Marcatori | 8’ Petris |

| Arbitro: | D'Agostini (Roma) |

|                           |           |  |
| Brambilla 67’ Morelli 77’ | Marcatori |  |

#### Girone di ritorno
| Arbitro: | Francescon (Padova) |

|  |           |               |
|  | Marcatori | 18’ Facchetti |

| Torino 2 febbraio 1964, ore 14:30 UTC+1 19ª giornata | Juventus          | 0 – 0 | Modena | Stadio Comunale\| Arbitro: \| Angonese (Mestre) \| |
| Arbitro:                                             | Angonese (Mestre) |       |        |                                                    |

| Arbitro: | Jonni (Macerata) |

|           |           |           |
| Conti 48’ | Marcatori | 42’ Volpi |

| Arbitro: | Adami (Roma) |

|               |           |              |
| Brighenti 39’ | Marcatori | 33’ Visentin |

| Bologna 23 febbraio 1964, ore 14:30 UTC+1 22ª giornata | Bologna          | 0 – 0 | Modena | Stadio Comunale\| Arbitro: \| Sbardella (Roma) \| |
| Arbitro:                                               | Sbardella (Roma) |       |        |                                                   |

| Arbitro: | Campanati (Milano) |

|                               |           |            |
| Brighenti 34’ De Robertis 81’ | Marcatori | 19’ Rivara |

| Arbitro: | Gambarotta (Genova) |

|             |           |  |
| Morrone 47’ | Marcatori |  |

| Arbitro: | Sbardella (Roma) |

|  |           |           |
|  | Marcatori | 4’ Rivera |

| Arbitro: | Campanati (Milano) |

|                                                       |           |                                       |
| Vinicio 17’, 30’ (rig.) De Marchi 24’ Dell'Angelo 64’ | Marcatori | 41’ Brighenti 43’, 61’ (rig.) Tinazzi |

| Arbitro: | D'Agostini (Roma) |

|             |           |  |
| Fanello 37’ | Marcatori |  |

| Arbitro: | Politano (Cuneo) |

|               |           |  |
| Brighenti 42’ | Marcatori |  |

| Arbitro: | Francescon (Padova) |

|             |           |               |
| Barison 53’ | Marcatori | 88’ Brighenti |

| Arbitro: | Angonese (Mestre) |

|                                     |           |                                          |
| Conti 12’ Brighenti 72’ Merighi 83’ | Marcatori | 25’ De Sisti 42’ Orlando 43’ Francesconi |

| Ferrara 3 maggio 1964, ore 15:30 UTC+1 31ª giornata | SPAL                | 0 – 0 | Modena | Stadio Paolo Mazza\| Arbitro: \| Francescon (Padova) \| |
| Arbitro:                                            | Francescon (Padova) |       |        |                                                         |

| Modena 17 maggio 1964, ore 15:30 UTC+1 32ª giornata | Modena       | 0 – 0 | Torino | Stadio Braglia\| Arbitro: \| Adami (Roma) \| |
| Arbitro:                                            | Adami (Roma) |       |        |                                              |

| Firenze 24 maggio 1964, ore 15:30 UTC+1 33ª giornata | Fiorentina          | 0 – 0 | Modena | Stadio Artemio Franchi\| Arbitro: \| Francescon (Padova) \| |
| Arbitro:                                             | Francescon (Padova) |       |        |                                                             |

| Modena 31 maggio 1964, ore 15:30 UTC+1 34ª giornata | Modena           | 0 – 0 | Messina | Stadio Braglia\| Arbitro: \| Sbardella (Roma) \| |
| Arbitro:                                            | Sbardella (Roma) |       |         |                                                  |

#### Spareggio
| Arbitro: | De Marchi (Pordenone) |

|                       |           |  |
| Barison 61’ Salvi 72’ | Marcatori |  |

## Statistiche

### Statistiche di squadra
| Competizione | Punti | In casa | In casa | In casa | In casa | In casa | In casa | In trasferta | In trasferta | In trasferta | In trasferta | In trasferta | In trasferta | Totale | Totale | Totale | Totale | Totale | Totale | DR  |
| Competizione | Punti | G       | V       | N       | P       | Gf      | Gs      | G            | V            | N            | P            | Gf           | Gs           | G      | V      | N      | P      | Gf     | Gs     | DR  |
| ------------ | ----- | ------- | ------- | ------- | ------- | ------- | ------- | ------------ | ------------ | ------------ | ------------ | ------------ | ------------ | ------ | ------ | ------ | ------ | ------ | ------ | --- |
| Serie A      | 27    | 17      | 6       | 6       | 5       | 21      | 20      | 17           | 0            | 9            | 8            | 8            | 22           | 34     | 6      | 15     | 13     | 29     | 42     | -13 |
| Coppa Italia |       | -       | -       | -       | -       | -       | -       | 1            | 0            | 0            | 1            | 1            | 2            | 1      | 0      | 0      | 1      | 1      | 2      | -1  |
| Totale       |       | 17      | 6       | 6       | 5       | 21      | 20      | 18           | 0            | 9            | 9            | 9            | 24           | 35     | 6      | 15     | 14     | 30     | 44     | -14 |

### Statistiche dei giocatori
| Giocatore      | Serie A  | Serie A | Coppa Italia | Coppa Italia | Totale   | Totale |
| Giocatore      | Presenze | Reti    | Presenze     | Reti         | Presenze | Reti   |
| -------------- | -------- | ------- | ------------ | ------------ | -------- | ------ |
| F. Aguzzoli    | 26       | 0       | -            | -            | 26       | 0      |
| C. Balleri     | 33       | 0       | 1            | 0            | 34       | 0      |
| G. Barucco     | 17       | 0       | 1            | 0            | 18       | 0      |
| G. Bellei      | 7        | 0       | -            | -            | 7        | 0      |
| S. Brighenti   | 30       | 10      | 1            | 0            | 31       | 10     |
| A. Bruells     | 16       | 1       | 1            | 0            | 17       | 1      |
| G. Cattani     | 1        | 0       | -            | -            | 1        | 0      |
| M. Chirico     | 21       | 0       | 1            | 0            | 22       | 0      |
| O. Conti       | 27       | 5       | 1            | 0            | 28       | 5      |
| L. De Robertis | 14       | 1       | -            | -            | 14       | 1      |
| G. Ferretti    | 9        | -17     | -            | -            | 9        | -17    |
| G. Gallo       | 7        | 0       | -            | -            | 7        | 0      |
| G. Gaspari     | 25       | -25     | 1            | -2           | 26       | -27    |
| L. Giorgis     | 2        | 1       | -            | -            | 2        | 1      |
| G. Goldoni     | 21       | 0       | 1            | 0            | 22       | 0      |
| G. Longoni     | 34       | 1       | 1            | 0            | 35       | 1      |
| R. Merighi     | 25       | 3       | -            | -            | 25       | 3      |
| A. Ottani      | 14       | 0       | -            | -            | 14       | 0      |
| E. Pagliari    | 4        | 0       | 1            | 1            | 5        | 1      |
| D. Panzanato   | 13       | 0       | -            | -            | 13       | 0      |
| G. Tinazzi     | 25       | 4       | 1            | 0            | 26       | 4      |
| J. Toro        | 3        | 2       | 1            | 0            | 4        | 2      |